# Llista de campions del món d'esquí alpí
Llista dels Campions del Món d'esquí alpí, en categories masculina i femenina.

## Campions masculins
| Any  | Seu           | Descens            | Eslàlom               | Combinada           | Eslàlom gegant       | Super gegant               |
| ---- | ------------- | ------------------ | --------------------- | ------------------- | -------------------- | -------------------------- |
| 1931 | Mürren        | Walter Prager      | David Zogg            | --                  | --                   | --                         |
| 1932 | Cortina       | Gustav Lantschner  | Friedl Däuber         | Otto Furrer         | --                   | --                         |
| 1933 | Innsbruck     | Walter Prager      | Anton Seelos          | Anton Seelos        | --                   | --                         |
| 1934 | St. Moritz    | David Zogg         | Franz Pfnür           | David Zogg          | --                   | --                         |
| 1935 | Mürren        | Franz Zingerle     | Anton Seelos          | Anton Seelos        | --                   | --                         |
| 1936 | Innsbruck     | Rudolf Rominger    | Rudolph Matt          | Rudolf Rominger     | --                   | --                         |
| 1937 | Chamonix      | Emile Allais       | Emile Allais          | Emile Allais        | --                   | --                         |
| 1938 | Engelberg     | James Couttet      | Rudolf Rominger       | Emile Allais        | --                   | --                         |
| 1939 | Zakopane      | Hellmut Lantschner | Rudolf Rominger       | Josef Jennewein     | --                   | --                         |
| 1941 | Cortina       | anul·lats          | anul·lats             | anul·lats           | anul·lats            |                            |
| 1948 | St. Moritz    | Henri Oreiller     | Edy Reinalter         | Henri Oreiller      | --                   | --                         |
| 1950 | Aspen         | Zeno Colò          | Georges Schneider     | --                  | Zeno Colò            | --                         |
| 1952 | Oslo          | Zeno Colò          | Othmar Schneider      | --                  | Stein Eriksen        | --                         |
| 1954 | Åre           | Christian Pravda   | Stein Eriksen         | Stein Eriksen       | Stein Eriksen        | --                         |
| 1956 | Cortina       | Anton Sailer       | Anton Sailer          | Anton Sailer        | Anton Sailer         | --                         |
| 1958 | Badgastein    | Anton Sailer       | Josef Rieder          | Anton Sailer        | Anton Sailer         | --                         |
| 1960 | Squaw Valley  | Jean Vuarnet       | Ernst Hinterseer      | Guy Périllat        | Roger Staub          | --                         |
| 1962 | Chamonix      | Karl Schranz       | Charles Bozon         | Karl Schranz        | Egon Zimmermann      | --                         |
| 1964 | Innsbruck     | Egon Zimmermann    | Josef Stiegler        | Ludwig Leitner      | François Bonlieu     | --                         |
| 1966 | Portillo      | Jean-Claude Killy  | Carlo Senoner         | Jean-Claude Killy   | Guy Périllat         | --                         |
| 1968 | Grenoble      | Jean-Claude Killy  | Jean-Claude Killy     | Jean-Claude Killy   | Jean-Claude Killy    | --                         |
| 1970 | Val Gardena   | Bernhard Russi     | Jean-Noël Augert      | Bill Kidd           | Karl Schranz         | --                         |
| 1972 | Sapporo       | Bernhard Russi     | Francisco Fdez. Ochoa | Gustav Thöni        | Gustav Thöni         | --                         |
| 1974 | St. Moritz    | David Zwilling     | Gustav Thöni          | Franz Klammer       | Gustav Thöni         | --                         |
| 1976 | Innsbruck     | Franz Klammer      | Piero Gros            | Gustav Thöni        | Heini Hemmi          | --                         |
| 1978 | Garmisch      | Josef Walcher      | Ingemar Stenmark      | Andreas Wenzel      | Ingemar Stenmark     | --                         |
| 1980 | Lake Placid   | Leonhard Stock     | Ingemar Stenmark      | Phil Mahre          | Ingemar Stenmark     | --                         |
| 1982 | Schladming    | Harti Weirather    | Ingemar Stenmark      | Michel Vion         | Steve Mahre          | --                         |
| 1985 | Bormio        | Pirmin Zurbriggen  | Jonas Nilsson         | Pirmin Zurbriggen   | Markus Wasmeier      | --                         |
| 1987 | Crans-Montana | Peter Müller       | Frank Wörndl          | Marc Girardelli     | Pirmin Zurbriggen    | Pirmin Zurbriggen          |
| 1989 | Vail          | Hans-Jörg Tauscher | Rudolf Nierlich       | Marc Girardelli     | Rudolf Nierlich      | Martin Hangl               |
| 1991 | Saalbach      | Franz Heinzer      | Marc Girardelli       | Stephan Eberharter  | Rudolf Nierlich      | Stephan Eberharter         |
| 1993 | Morioka       | Urs Lehmann        | Kjetil André Aamodt   | Lasse Kjus          | Kjetil André Aamodt  | --                         |
| 1996 | Sierra Nevada | Patrick Ortlieb    | Alberto Tomba         | Marc Girardelli     | Alberto Tomba        | Atle Skårdal               |
| 1997 | Sestriere     | Bruno Kernen       | Tom Stiansen          | Kjetil André Aamodt | Michael von Grünigen | Atle Skårdal               |
| 1999 | Vail          | Hermann Maier      | Kalle Palander        | Kjetil André Aamodt | Lasse Kjus           | Hermann Maier i Lasse Kjus |
| 2001 | St. Anton     | Hannes Trinkl      | Mario Matt            | Kjetil André Aamodt | Michael von Grünigen | Daron Rahlves              |
| 2003 | St. Moritz    | Michael Walchhofer | Ivica Kostelić        | Bode Miller         | Bode Miller          | Stephan Eberharter         |
| 2005 | Bormio        | Bode Miller        | Benjamin Raich        | Benjamin Raich      | Hermann Maier        | Bode Miller                |
| 2007 | Åre           |                    |                       |                     |                      |                            |
| 2009 | Val d'Isère   |                    |                       |                     |                      |                            |
| 2011 | Garmisch      |                    |                       |                     |                      |                            |

## Campiones femenines
| Any  | Seu           | Descens                | Eslàlom                | Combinada              | Eslàlom gegant          | Super gegant          |
| ---- | ------------- | ---------------------- | ---------------------- | ---------------------- | ----------------------- | --------------------- |
| 1931 | Mürren        | Esme Mackinnon         | Esme Mackinnon         | --                     | --                      | --                    |
| 1932 | Cortina       | Paula Wiesinger        | Rösli Streiff          | Rösli Streiff          | --                      | --                    |
| 1933 | Innsbruck     | Inge Wersin-Lantschner | Inge Wersin-Lantschner | Inge Wersin-Lantschner | --                      | --                    |
| 1934 | St. Moritz    | Anny Rüegg             | Christl Cranz          | Christl Cranz          | --                      | --                    |
| 1935 | Mürren        | Christl Cranz          | Anny Rüegg             | Christl Cranz          | --                      | --                    |
| 1936 | Innsbruck     | Evelyn Pinching        | Gerda Paumgarten       | Evelyn Pinching        | --                      | --                    |
| 1937 | Chamonix      | Christl Cranz          | Christl Cranz          | Christl Cranz          | --                      | --                    |
| 1938 | Engelberg     | Lisa Resch             | Christl Cranz          | Christl Cranz          | --                      | --                    |
| 1939 | Zakopane      | Christl Cranz          | Christl Cranz          | Christl Cranz          | --                      | --                    |
| 1941 | Cortina       | anul·lats              | anul·lats              | anul·lats              | anul·lats               |                       |
| 1948 | St. Moritz    | Hedy Schlunegger       | Gretchen Frazer        | Trude Beiser           | --                      | --                    |
| 1950 | Aspen         | Trude Beiser           | Dagmar Rom             | --                     | Dagmar Rom              | --                    |
| 1952 | Oslo          | Trude Beiser           | Andrea Mead-Lawrence   | --                     | Andrea Mead-Lawrence    | --                    |
| 1954 | Åre           | Ida Schöpfer           | Trude Klecker          | Ida Schöpfer           | Lucienne Schmith        | --                    |
| 1956 | Cortina       | Madeleine Berthod      | Renée Colliard         | Madeleine Berthod      | Ossi Reichert           | --                    |
| 1958 | Badgastein    | Lucille Wheeler        | Inger Bjørnbakken      | Frieda Dänzer          | Lucille Wheeler         | --                    |
| 1960 | Squaw Valley  | Heidi Biebl            | Anne Heggtveit         | Anne Heggtveit         | Yvonne Rüegg            | --                    |
| 1962 | Chamonix      | Christl Haas           | Marianne Jahn          | Marielle Goitschel     | Marianne Jahn           | --                    |
| 1964 | Innsbruck     | Christl Haas           | Christine Goitschel    | Marielle Goitschel     | Marielle Goitschel      | --                    |
| 1966 | Portillo      | Marielle Goitschel     | Annie Famose           | Marielle Goitschel     | Marielle Goitschel      | --                    |
| 1968 | Grenoble      | Olga Pall              | Marielle Goitschel     | Marielle Goitschel     | Nancy Greene            | --                    |
| 1970 | Val Gardena   | Annerösli Zryd         | Ingrid Lafforgue       | Michèle Jacot          | Betsy Clifford          | --                    |
| 1972 | Sapporo       | Marie-Theres Nadig     | Barbara Ann Cochran    | Toril Forland          | Marie-Theres Nadig      | --                    |
| 1974 | St. Moritz    | Annemarie Moser-Pröll  | Hanni Wenzel           | Fabienne Serrat        | Fabienne Serrat         | --                    |
| 1976 | Innsbruck     | Rosi Mittermaier       | Rosi Mittermaier       | Rosi Mittermaier       | Kathy Kreiner           | --                    |
| 1978 | Garmisch      | Annemarie Moser-Pröll  | Lea Sölkner            | Annemarie Moser-Pröll  | Maria Epple             | --                    |
| 1980 | Lake Placid   | Annemarie Moser-Pröll  | Hanni Wenzel           | Hanni Wenzel           | Hanni Wenzel            | --                    |
| 1982 | Schladming    | Gerry Sorensen         | Erika Hess             | Erika Hess             | Erika Hess              | --                    |
| 1985 | Bormio        | Michela Figini         | Perrine Pelen          | Erika Hess             | Diann Roffe-Steinrotter | --                    |
| 1987 | Crans-Montana | Maria Walliser         | Erika Hess             | Erika Hess             | Vreni Schneider         | Maria Walliser        |
| 1989 | Vail          | Maria Walliser         | Mateja Svet            | Tamara McKinney        | Vreni Schneider         | Ulrike Maier          |
| 1991 | Saalbach      | Petra Kronberger       | Vreni Schneider        | Chantal Bournissen     | Pernilla Wiberg         | Ulrike Maier          |
| 1993 | Morioka       | Kate Pace              | Karin Buder            | Miriam Vogt            | Carole Merle            | Katja Seizinger       |
| 1996 | Sierra Nevada | Picabo Street          | Pernilla Wiberg        | Pernilla Wiberg        | Deborah Compagnoni      | Isolde Kostner        |
| 1997 | Sestriere     | Hilary Lindh           | Deborah Compagnoni     | Renate Götschl         | Deborah Compagnoni      | Isolde Kostner        |
| 1999 | Vail          | Renate Götschl         | Zali Steggall          | Pernilla Wiberg        | Alexandra Meissnitzer   | Alexandra Meissnitzer |
| 2001 | St. Anton     | Michaela Dorfmeister   | Anja Pärson            | Martina Ertl           | Sonja Nef               | Régine Cavagnoud      |
| 2003 | St. Moritz    | Mélanie Turgeon        | Janica Kostelić        | Janica Kostelić        | Anja Pärson             | Michaela Dorfmeister  |
| 2005 | Bormio        | Janica Kostelić        | Janica Kostelić        | Janica Kostelić        | Anja Pärson             | Anja Pärson           |
| 2007 | Åre           |                        |                        |                        |                         |                       |
| 2009 | Val d'Isère   |                        |                        |                        |                         |                       |
| 2011 | Garmisch      |                        |                        |                        |                         |                       |